# Антиохийский собор (269)
Антиохийский собор (269) — поместный собор или соборы, состоявшиеся в 264—266 (или в 264—269) годах в Антиохии на которых было вынесено осуждение архиепископа-митрополита Антиохии (260—268) Павла Самосатского, учителя Лукиана Антиохийского (который, в свою очередь, позже стал учителем самого Ария, основателя арианства).
По записям католической церкви минимум три поместных собора были собраны против Павла Самосатского в 264—266 годах и постепенно добились его полного осуждения церковью.
Святой Дионисий Александрийский хотел присутствовать на первом из этих соборов, но заболел. Епископ Кесарии Каппадокийской Фирмилиан, епископ Неокесарийский Григорий Фаматургус (он же Григорий Чудотворец) и его брат Афенодорус, епископ непоименованной кафедры в Понте, присутствовали на соборе, как и многие другие.
Сам Павел Самосатский к тому времени кроме поста архиепископа занимал ещё и гражданскую должность прокуратора мятежной Пальмиры (лат. Procurator ducenarius) и был надежно защищен самой царицей Зенобией (царица отделившейся от Римской империи Пальмиры в 267—272 годах). Кроме того он был богат, поддерживался многими епископами за свою ортодоксальность. Поэтому на первом соборе он был оправдан, епископы не осудили ни его, ни его доктрину.
На втором Павел Самосатский был осужден, но обещал покаяться и исправить свои идеологические ошибки. Однако, не выполнил этого обещания.
Тогда был собран последний, третий собор. Главный оппонент Павла Самосатского, Фирмилиан Кесарийский, умер по пути на этот собор, но его дело завершил земляк Павла Самосатского священник Малхион Антиохийский, высокочтимый за свои знания в области христианских писаний, глава школы греческой литературы в Антиохии. В ходе дискуссии с Павлом Малхион открыто обвинил того в ереси и добился его низложения.
В труде Евсевия Кесарийского под названием «Церковная история» частично сохранилось письмо Малхиона на эту тему. В этом открытом письме, адресованном папе римскому Дионисию, папе александрийскому Максиму и всем епископам, клирикам по всему миру, Малхион окончательно осуждает бывшего епископа Антиохии.